# Отаутускен
Отаутускен (каз. Отаутүскен) — село в Целиноградском районе Акмолинской области Казахстана. Входит в состав Шалкарского сельского округа. Код КАТО — 116673300.

## География
Село расположено на левом берегу реки Нура, в западной части района, на расстоянии примерно 17 километров (по прямой) к юго-западу от административного центра района — села Акмол, в 10 километрах к югу от административного центра сельского округа — села Шалкар.
Абсолютная высота — 340 метров над уровнем моря.
Климат холодно-умеренный, с хорошей влажностью. Среднегодовая температура воздуха положительная и составляет около +4,4°С. Среднемесячная температура воздуха в июле достигает +20,8°С. Среднемесячная температура января составляет около -14,3°С. Среднегодовое количество осадков составляет около 400 мм. Основная часть осадков выпадает в период с июня по июль.
Ближайшие населённые пункты: село Бирлик — на северо-западе, село Шалкар — на юге.
Близ села проходит автодорога областного значения — КС-5 «Кабанбай батыра — Жангызкудук — Оразак».

## Население
В 1989 году население села составляло 431 человек (из них казахи — 100%).

В 1999 году население села составляло 369 человек (175 мужчин и 194 женщины). По данным переписи 2009 года, в селе проживало 318 человек (150 мужчин и 168 женщин).
| Численность населения | Численность населения | Численность населения |
| 1989                  | 1999                  | 2009                  |
| --------------------- | --------------------- | --------------------- |
| 431                   | ↘369                  | ↘318                  |